# Thaumatomyia nigriscens
Thaumatomyia nigriscens är en tvåvingeart som först beskrevs av Oswald Duda 1930.  Thaumatomyia nigriscens ingår i släktet Thaumatomyia och familjen fritflugor. Inga underarter finns listade i Catalogue of Life.